# Відзнака Президента України «За участь в антитерористичній операції»

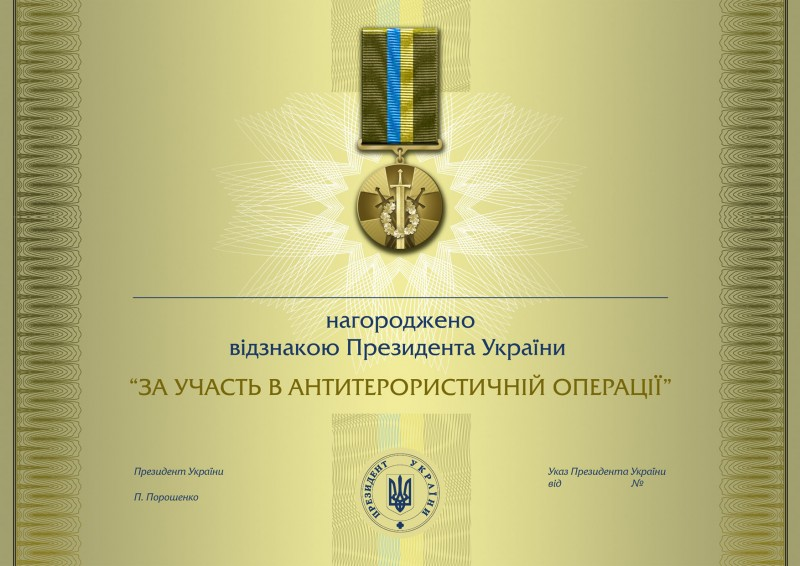
Грамота

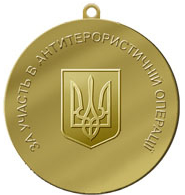
Реверс відзнаки

Відзнака Президента України «За участь в антитерористичній операції» — державна нагорода України — відзнака Президента України, що встановлена з метою гідного відзначення осіб — захисників суверенітету та територіальної цілісності України під час проведення антитерористичної операції в Донецькій та Луганській областях.
Автори дизайну відзнаки — С. та О. Харуки

## Історія нагороди
- Відзнака Президента України «За участь в антитерористичній операції» заснована Указом Президента України Петра Порошенка 17 лютого 2016 року. Указом постановлено нагородити відзнакою:
  - військовослужбовців (резервістів, військовозобов'язаних) та працівників Збройних Сил України, Служби безпеки України, Національної гвардії України, інших утворених відповідно до законів України військових формувань, поліцейських, осіб рядового, начальницького складу, працівників Міністерства внутрішніх справ України, Державної служби України з надзвичайних ситуацій, Державної пенітенціарної служби України, які захищали незалежність, суверенітет та територіальну цілісність України і брали безпосередню участь в антитерористичній операції в Донецькій та Луганській областях, забезпеченні її проведення, перебуваючи безпосередньо в районі проведення антитерористичної операції у період її проведення;
  - осіб, які стали інвалідами внаслідок поранення, контузії або каліцтва, одержаних під час безпосередньої участі в антитерористичній операції в Донецькій та Луганській областях, забезпеченні її проведення, перебуваючи безпосередньо в районі проведення антитерористичної операції у період її проведення у складі добровольчих формувань, що були утворені або самоорганізувалися для захисту незалежності, суверенітету та територіальної цілісності України і виконували завдання антитерористичної операції в Донецькій та Луганській областях у взаємодії із Збройними Силами України, Міністерством внутрішніх справ України, Національною поліцією України, Національною гвардією України, іншими утвореними відповідно до законів України військовими формуваннями, правоохоронними органами;
  - інших осіб, які брали безпосередню участь в антитерористичній операції в Донецькій та Луганській областях, забезпеченні її проведення, перебуваючи безпосередньо в районі проведення антитерористичної операції у період її проведення у складі добровольчих формувань, що були утворені або самоорганізувалися для захисту незалежності, суверенітету та територіальної цілісності України і надалі були включені до складу Збройних Сил України, Міністерства внутрішніх справ України, Національної гвардії України, інших утворених відповідно до законів України військових формувань, правоохоронних органів.

- У 2017 році було виготовлено 56,7 тис. відзнак Президента України «За участь в антитерористичній операції».[1]

## Положення про відзнаку
- Відзнакою Президента України «За участь в антитерористичній операції» нагороджуються:
  - військовослужбовці (резервісти, військовозобов'язані) та працівники Збройних Сил України, Служби безпеки України, Національної гвардії України, інших утворених відповідно до законів України військових формувань, поліцейські, особи рядового, начальницького складу, працівники Міністерства внутрішніх справ України, Державної служби України з надзвичайних ситуацій, Державної пенітенціарної служби України, які захищали незалежність, суверенітет та територіальну цілісність України і брали безпосередню участь в антитерористичній операції в Донецькій та Луганській областях, забезпеченні її проведення, перебуваючи безпосередньо в районі проведення антитерористичної операції у період її проведення;
  - особи, які стали інвалідами внаслідок поранення, контузії або каліцтва, одержаних під час безпосередньої участі в антитерористичній операції в Донецькій та Луганській областях, забезпеченні її проведення, перебуваючи безпосередньо в районі проведення антитерористичної операції у період її проведення у складі добровольчих формувань, що були утворені або самоорганізувалися для захисту незалежності, суверенітету та територіальної цілісності України і виконували завдання антитерористичної операції в Донецькій та Луганській областях у взаємодії із Збройними Силами України, Міністерством внутрішніх справ України, Національною поліцією України, Національною гвардією України, іншими утвореними відповідно до законів України військовими формуваннями, правоохоронними органами;
  - інші особи, які брали безпосередню участь в антитерористичній операції в Донецькій та Луганській областях, забезпеченні її проведення, перебуваючи безпосередньо в районі проведення антитерористичної операції у період її проведення у складі добровольчих формувань, що були утворені або самоорганізувалися для захисту незалежності, суверенітету та територіальної цілісності України і надалі були включені до складу Збройних Сил України, Міністерства внутрішніх справ України, Національної гвардії України, інших утворених відповідно до законів України військових формувань, правоохоронних органів.
- Нагородження відзнакою може бути проведено посмертно.
- Вручення відзнаки провадиться в урочистій обстановці Президентом України або від його імені керівниками центральних органів виконавчої влади, державних органів, що здійснюють керівництво утвореними відповідно до законів військовими формуваннями, керівниками інших державних органів, головами обласних та Київської міської державних адміністрацій, керівниками закордонних дипломатичних установ України. Вручення відзнаки здійснюється згідно зі списком осіб, представлених до нагородження відзнакою, який складається та затверджується відповідними центральними органами виконавчої влади, державними органами, що здійснюють керівництво утвореними відповідно до законів військовими формуваннями, іншими державними органами. Підставою для включення до списку є документи, які відповідно до законодавства України підтверджують статус учасника бойових дій, інваліда війни, наданого у зв'язку з участю в антитерористичній операції в Донецькій та Луганській областях.
- Особі, нагородженій відзнакою, разом із відзнакою вручається грамота встановленого зразка формату A4.

## Опис відзнаки
- Відзнака виготовляється з латуні з ефектом патинування і має форму кола діаметром 32 мм, обрамленого бортиком.
- На лицьовому боці відзнаки у центрі на тлі хреста розміщено три перехрещені вістрям вниз мечі. Клинок середнього меча оповитий вінком з дубового листя.
- Зворотний бік відзнаки плоский. На зворотному боці у центрі розміщено малий Державний Герб України, по верхньому півколу — напис «ЗА УЧАСТЬ В АНТИТЕРОРИСТИЧНІЙ ОПЕРАЦІЇ».
- Усі зображення і написи рельєфні.
- За допомогою вушка з кільцем відзнака з'єднується з прямокутною колодкою, обтягнутою стрічкою. Розміри колодки: ширина — 28 мм, висота — 42 мм. Розмір фігурної дужки та заокругленого виступу до колодки відповідно 30×2 мм та 2 мм.
- Стрічка до відзнаки шовкова муарова темно-зеленого кольору, шириною 28 мм, з двома поздовжніми смужками синього та жовтого (зліва направо) кольорів у центрі, шириною 5 мм кожна.
- Відзнака кріпиться до одягу за допомогою застібки із запобіжником, яка знаходиться на зворотному боці колодки.
- Планка відзнаки являє собою прямокутну металеву пластинку, обтягнуту стрічкою, як на колодці відзнаки. Розмір планки: висота — 12 мм, ширина — 28 мм.
- Значок відзнаки виготовляється з латуні з ефектом патинування і являє собою зменшене зображення відзнаки (без колодки) діаметром 12 мм. На зворотному боці значка — голка і цанговий затискач для прикріплення до одягу.

## Послідовність розміщення знаків державних нагород України
Відзнаку носять на грудях зліва і за наявності в особи інших державних нагород України розміщують після них. Замість відзнаки нагороджений може носити планку (на форменому одязі) або значок (на цивільному одязі). Планку носять на грудях зліва і розміщують у такій самій послідовності. Значок носять на грудях зліва.